# سیگالا (شهرستان هیو)
سیگالا (به لاتین: Sigala) یک منطقهٔ مسکونی در استونی است که در شهرستان هیو واقع شده‌است.